# San Polo Cimabue
San Polo Cimabue è un quartiere di Brescia.

## Geografia fisica
L'area occupata dal quartiere è pianeggiante e si estende a sud della ferrovia Milano-Venezia e a est della ex strada statale Goitese. Il confine meridionale è delimitato da via Michelangelo Merisi detto Cavaraggio e dal quartiere di Sanpolino.
Il territorio è profondamente urbanizzato. Prima dell'urbanizzazione, il reticolo idrico era improntato all'adacquamento dei fondi agricoli e attraversato dai vasi provenienti dalle roggie Bonadena, Razzeghina e Piove. In seguito è stato modificato per adeguarlo alla nuovo scopo della raccolta delle acque meteoriche.

## Origine del nome
Il toponimo deriva dalle vicende urbanistiche del soppresso quartiere di San Polo. L'appellativo di Cimabue viene dalla dedica alla strada dove ha sede la chiesa principale del quartiere.

## Storia
Il quartiere di San Polo Cimabue nacque dalla necessità di suddividere l'originario quartiere di San Polo, con i suoi 21 000 abitanti, in quattro più piccoli.
Il 14 ottobre 2014 si tennero le prime elezioni del consiglio di quartiere.
Nel quartiere si trova la torre residenziale detta "Cimabue": palazzo dedicato all'edilizia popolare, di una notevole altezza rispetto al resto delle abitazioni della zona, che da tempo è considerata fonte di degrado. La Giunta Paroli (2009-2014) ne propose l'abbattimento assieme alla torre detta "Tintoretto". Quest'ultima fu demolita tra il 2021 e il 2022.

## Società

### Religione
La chiesa parrocchiale è dedicata a Sant'Angela Merici, mentre a nord del quartiere è presente la chiesa dell'ex convento di Maria Bambina. Entrambe appartengono alla diocesi cattolica di Brescia.

### Istituzioni, enti e associazioni
Nei pressi della chiesa parrocchiale è presente la sede locale delle ACLI. Nel quartiere ha sede anche l'«Associazione Culturale italo-giapponese Fuji».

## Economia

### Industria
A nord di San Polo Cimabue sorge la fabbrica meccanotessile della «Lonati», mentre più a sud ha sede la «Dinema», dedicata alla produzione di elementi elettrotecnici.

### Servizi
Nel quartiere è presente la locale caserma dei Carabinieri forestali, ex Corpo Forestale dello Stato.

## Infrastrutture e trasporti
Il quartiere è servito dalla stazione della metropolitana di San Polo. Nei suoi pressi, ha capolinea la linea 12 (Fiumicello - Verrocchio) della rete di trasporti urbani della città.
La zona meridionale di San Polo Cimabue è servita dalla linea 16 (Sanpolino - Onzato).